# 泉州台商投资区
泉州台商投资区由位于中国福建省惠安县的洛阳镇、东园镇、张坂镇、百崎回族乡、惠南工业区组成，于2010年成立。泉州台商投资区是福建开发建设的第五个台商投资区。2012年，中华人民共和国国务院批准设立，同年7月9日，经中央编办批复升格为副厅级机构

## 历史
1996年泉州市人民政府开始筹划建立泉州台商投资区。
2009年8月10日泉州市人民政府成立泉州台商投资区筹委会，廖小军为筹委会主任。
2010年3月8日前历史沿革同惠安县（在此之前隶属惠安县）。
2010年3月8日福建省人民政府同意成立泉州台商投资区。
2010年3月25日成立泉州台商投资区管理委员会，吴汉宗为首任台投区管委会主任。

## 地理
区北邻惠安县涂寨镇和黄塘镇，东邻惠安县山霞镇，南面泉州湾，与石狮市隔海相望，西面洛江，与洛江区、丰泽区隔江相望。面积200平方公里。

## 语言
泉州台商投资区通行闽南语泉漳片泉州话。

## 人口
人口约22.8万人（2010年数据）。

## 行政
泉州台商投资区辖3镇1乡1工业园区：
- 洛阳镇：洛阳村、上浦村、后亭村、西方村、西吟头村、曾垵村、后埔村、前园村、屿头村、洛安村、万安村、下曾村、堂头村、杏田村、梅岭村、云庄村、陈埭头村、霞星村、陈坝村、群山村、西塘村、上田村、上曾村、白沙一村、白沙二村。

- 东园镇：东园社区、龙苍社区、灵溪社区、仑山社区、锦峰社区、玉坂社区、凤浦社区、上林社区、锦厝社区、溪庄社区、群青社区；长新村、坑外村、刺園兜村、阳光村、下垵村、后港村、琅山村、秀涂村。

- 张坂镇：张坂村、下宫村、上塘村、后边村、苍霞村、群力村、玉田村、玉塘村、玉园村、霞美村、塘园村、崧山村、门头村、上仑村、后蔡村、后见村、苏坑村、莲新村、山内村、后曾村、群贤村、崇山村、仑前村、玉埕村、黄岭村、玉前村、玉霞村、玉山村、前见村、前头村、浮山村。

- 百崎回族乡：里春村、白奇村、莲埭村、下埭村、后海村。

- 惠南工业园区。

## 交通

### 公路
- 228国道（G228）

- 324国道（G324）

- 泉州绕城高速公路

### 公共交通

#### 环湾公交
| 路线 号码 | 起点站／终点站                                | 收费         | 首班                                        | 末班                                          | 备注                           |
| --------- | --------------------------------------------- | ------------ | ------------------------------------------- | --------------------------------------------- | ------------------------------ |
| K306路    | 福厦高铁泉州东站 ↔ 清濛亿兴电力 （原18路）    | 分段计价¥3.0 | 福厦高铁泉州东站：6:05 清濛亿兴电力：6:40   | 福厦高铁泉州东站：21:40 清濛亿兴电力：22:20   |                                |
| K501路    | 文化宫 ↔ 福厦高铁泉州东站 （原5、8路）        | 分段计价¥3.0 | 文化宫：6:00 福厦高铁泉州东站：6:15         | 文化宫：22:20 福厦高铁泉州东站：23:10         |                                |
| K502路    | 开元盛世广场 ↔ 福厦高铁泉州东站 （原13路）    | 分段计价¥3.0 | 开元盛世广场：6:15 福厦高铁泉州东站：6:20   | 开元盛世广场：22:07 福厦高铁泉州东站：22:50   |                                |
| K503路    | 温陵公交首末站 ↔ 福厦高铁泉州东站 （原803路） | 分段计价¥5.0 | 温陵公交首末站：5:50 福厦高铁泉州东站：5:50 | 温陵公交首末站：22:30 福厦高铁泉州东站：23:10 |                                |
| K507路    | 后见村 ↔ 福厦铁路泉州站                       | 分段计价¥4.0 | 后见村：6:20 福厦铁路泉州站：7:15           | 后见村：18:00 福厦铁路泉州站：20:00           |                                |
| K508路    | 福厦高铁泉州东站 ↔ 福厦铁路泉州站             | 分段计价¥5.0 | 福厦高铁泉州东站：6:20 福厦铁路泉州站：5:30 | 福厦高铁泉州东站：23:10 福厦铁路泉州站：23:00 |                                |
| K509路    | 海峡体育中心首末站 ↔ 下宫村首末站             | 分段计价¥4.0 | 海峡体育中心首末站：6:30 下宫村首末站：7:20 | 海峡体育中心首末站：18:10 下宫村首末站：18:10 |                                |
| K510路    | 客运中心站 ↔ 第三医院                         | 一票制¥1.0   | 客运中心站：7:30 第三医院：8:00             | 客运中心站：16:40 第三医院：17:20             |                                |
| K15路     | 秀涂 ↔ 惠安动车站                             | 分段计价¥4.0 | 秀涂：6:20 惠安动车站：6:20                 | 秀涂：18:30 惠安动车站：18:30                 | 公交集团台投公司、惠安公交联营 |
| K19路     | 百崎回族乡 ↔ 惠安公交中心站                   | 分段计价¥4.0 | 百崎回族乡：6:30 惠安公交中心站：6:30       | 百崎回族乡：18:30 惠安公交中心站：18:30       | 公交集团台投公司、惠安公交联营 |
| K20路     | 浮山村 ↔ 惠安公交中心站                       | 分段计价¥4.0 | 浮山村：6:30 惠安公交中心站：6:30           | 浮山村：18:30 惠安公交中心站：18:30           | 公交集团台投公司、惠安公交联营 |

#### 区内公交
| 路线 号码 | 起点站／终点站                    | 收费       | 首班                                        | 末班                                          | 备注                  |
| --------- | --------------------------------- | ---------- | ------------------------------------------- | --------------------------------------------- | --------------------- |
| 701路     | 百崎回族乡 ↔ 洛阳古街停车场       | 一票制¥2.0 | 百崎回族乡：6:30 洛阳古街停车场：6:30       | 百崎回族乡：19:00 洛阳古街停车场：18:05       |                       |
| 703路     | 盛达商贸城 ↔ 前见村               | 一票制¥2.0 | 盛达商贸城：6:20 前见村：7:10               | 盛达商贸城：17:40 前见村：18:30               |                       |
| 704路     | 下宫村 ↔ 山内村委                 | 一票制¥2.0 | 下宫村：6:30 山内村委：7:10                 | 下宫村：17:30 山内村委：18:10                 |                       |
| 705路     | 陈坝村 ↔ 五中台投分校             | 一票制¥2.0 | 陈坝村：8:00 五中台投分校：6:30             | 陈坝村：18:10 五中台投分校：17:00             |                       |
| 706路     | 梅岭村 ↔ 八仙过海水世界           | 一票制¥2.0 | 梅岭村：6:30 八仙过海水世界：7:10           | 梅岭村：17:40 八仙过海水世界：18:30           |                       |
| 707路     | 福厦高铁泉州东站 ↔ 龟山湾旅游区   | 一票制¥2.0 | 福厦高铁泉州东站：7:10 龟山湾旅游区：8:10   | 福厦高铁泉州东站：17:50 龟山湾旅游区：19:00   | 2023年9月27日恢复运营 |
| 708路     | 下宫村 ↔ 杏田公交站               | 一票制¥2.0 | 下宫村：7:50 杏田公交站：6:30               | 下宫村：16:30 杏田公交站：15:10               |                       |
| 710路     | 福厦高铁泉州东站 ↔ 八仙过海水世界 | 一票制¥2.0 | 福厦高铁泉州东站：7:30 八仙过海水世界：8:30 | 福厦高铁泉州东站：16:30 八仙过海水世界：17:30 | 2023年9月27日恢复运营 |

### 铁路
- 泉州东站

## 政治
中共福建省委泉州台商投资区工作委员会历任书记：1.吴群德，2.吴汉宗，3.黄景春，4.林荣忠
中共福建省纪律检查委员会泉州台商投资区工作委员会历任书记：1.陈晓玉，2.陈家强。
泉州台商投资区管委会历任主任：1.吴汉宗，2.李永远，3.刘志平.4.梁炳輝

## 机构
- 泉州台商投资区管理委员会[13]
  - 泉州台商投资区管理委员会教育文体旅游局
  - 泉州台商投资区管理委员会科技经济发展局
  - 泉州台商投资区管理委员会安全生产监督管理局
  - 泉州台商投资区管理委员会民生保障局
  - 泉州台商投资区管理委员会环境与国土资源局
  - 泉州台商投资区管理委员会规划建设与交通运输局
  - 泉州台商投资区管理委员会投资促进局
  - 泉州台商投资区管理委员会财政局
  - 泉州台商投资区管理委员会市场监督管理局
  - 泉州台商投资区管理委员会审计局
  - 泉州台商投资区管理委员会办公室
- 泉州台商投资区监察局
- 中共福建省委泉州台商投资区工作委员会
  - 中共福建省委泉州台商投资区工作委员会党群工作部
  - 中共福建省委泉州台商投资区工作委员会综治工作办公室
  - 中共福建省委泉州台商投资区工作委员会办公室
- 中共福建省纪律检查委员会泉州台商投资区工作委员会
- 泉州市公安局台商投资区分区
- 泉州市公安局交通警察支队台商投资区大队

## 文化
海上丝绸之路艺术公园·亚洲园坐落于泉州台商投资区惠纬一路，是该区第一个公园。
2016年和2017年的环泉州湾国际公路自行车赛在该区均有赛段。

## 教育
区内有高等院校1所，其中：
- 洛阳镇：泉州华光职业学院[17]。

区内有中等职业学校1所，其中：
- 洛阳镇：泉州双喜科技学校[18]。

区内有中学15所，其中：
- 东园镇：泉州惠南中学（福建省一级达标高级中学）、东园中学、秀江中学、龙腾学校。
- 张坂镇：张坂中学、獭江中学、滨山中学、玉埕中学、实验中学。
- 洛阳镇：洛江中学、泉州第十七中学（原惠安五中）、屿光中学、伙成中学。
- 百崎回族乡：民族中学。

区内有小学49所，其中：
- 东园镇：中心小学、后峰小学、玉坂小学、龙仓小学、锦西小学、锦村小学、溪庄小学、云林小学、凤浦小学、秀江小学、崇实小学、阳光小学、龙腾学校、惠群学校（原后港小学）、富玉泉。
- 张坂镇：中心小学、霞美小学、锦溪小学、乐安小学、群力小学、崧山小学、将军希小、实验小学、獭江小学、仑前小学、群贤小学、莲山小学、后曾小学、颍滨小学、山内小学、门头小学、延寿小学、苏坑小学、
- 洛阳镇：中心小学、灞江小学、霞星小学、云埭小学、树人小学、白沙小学、上田小学、屿光小学、植志小学、梅岭小学、杏山小学、塘头小学、英群小学。
- 百崎回族乡：中心小学、白奇小学、后海小学。

## 医疗
- 泉州台商投资区医院/泉州市第一医院台商投资区分院（原惠安县玉埕华侨医院）[23]、惠安县惠南华侨医院、泉州市第三医院/泉州市精神卫生中心/泉州市心理卫生中心[24]
- 惠安成功医院[25]、惠安惠康医院
- 张坂卫生院、洛阳卫生院、百崎卫生院[26]
- 泉州颐和医院（在建）[27]

## 旅游
月亮湾位于区张坂镇浮山村北堤，设有滨海休闲带、沙滩娱乐区、沙滩漫步区、儿童娱乐区、特色餐饮区等。